# Anabel Medina Garrigues
Anabel Medina Garrigues, född 31 juli 1982 i Valencia, Spanien, är en spansk högerhänt professionell tennisspelare

## Tenniskarriären
Anabel Medina Garrigues blev professionell spelare på WTA-touren i januari 1998. Hon har till september 2007 vunnit sju singel- och åtta dubbeltitlar på touren och ytterligare sex singel- och tre dubbeltitlar i ITF-arrangerade turneringar. Som bäst rankades Garrigues som nummer 23 i singel och nummer 15 i dubbel (båda rankingarna i augusti 2006). Till september 2007 har hon spelat in 1 697 129 US dollar i prispengar.
Sina singeltitlar har hon vunnit genom finalsegrar över bland andra italienskan Flavia Pennetta och fransyskan Amelie Mauresmo.    
Garrigues har deltagit i det spanska Fed Cup-laget sedan 2003 och hittills spelat 18 matcher av vilka hon vunnit 10.

## Spelaren och personen
Anabel Medina Garrigues började spela tennis som 12-åring. Hon föredrar spel på hard-courtunderlag. Hennes favoritslag är en rak backhand som hon spelar med dubbelfattning. 
Hon är bosatt i födelsestaden Valencia. Vid sidan av tennis gillar hon handboll. 

## WTA-titlar
- Singel
  - 2011 - Oeiras, Palermo
  - 2009 - Fès
  - 2008 - Strasbourg
  - 2007 - Strasbourg
  - 2006 - Canberra, Palermo
  - 2005 - Strasbourg, Palermo
  - 2004 - Palermo
  - 2001 - Palermo

- Dubbel
  - 2016 - Acapulco, Monterrey, Strasbourg (med Arantxa Parra Santonja)
  - 2015 - Antwerpen (med Parra Santonja), Nürnberg (med Chan Hao-ching)
  - 2014 - Florianopolis, Charleston (med Jaroslava Sjvedova)
  - 2013 - Florianopolis (med Sjvedova), 's-Hertogenbosch (med Irina-Camelia Begu), Båstad (med Klára Zakopalová)
  - 2011 - Bogotá (med Edina Gallovits-Hall), Budapest (med Alicja Rosolska)
  - 2010 - Fès (med Iveta Benešová), Oeiras (med Sorana Cîrstea), Bad Gastein (med Lucie Hradecká)
  - 2009 - Franska öppna (med Virginia Ruano Pascual)
  - 2008 - Hobart, Franska öppna, Portorož (med Ruano Pascual), Beijing (med Caroline Wozniacki)
  - 2007 - Nordic Light Open (med Ruano Pascual)
  - 2005 - 's-Hertogenbosch (med Dinara Safina), Portoroz (med Roberta Vinci)
  - 2004 - Palermo (med Arantxa Sánchez Vicario)
  - 2001 - Acapulco, Porto, Bol, Basel (alla med Maria J.M. Sanchez).